# Лајв Оук (Флорида)
Лајв Оук (енгл. Live Oak) град је у америчкој савезној држави Флорида. По попису становништва из 2010. у њему је живело 6.850 становника.

## Демографија
Према попису становништва из 2010. у граду је живело 6.850 становника, што је 370 (5,7%) становника више него 2000. године.
| Група             | 2000.         | 2010.         |
| Белци             | 3.380 (52,2%) | 3.192 (46,6%) |
| Афроамериканци    | 2.440 (37,7%) | 2.398 (35,0%) |
| Азијати           | 51 (0,8%)     | 70 (1,0%)     |
| Хиспаноамериканци | 558 (8,6%)    | 1.109 (16,2%) |
| Укупно            | 6.480         | 6.850         |